# Jiří Just (historik)
Jiří Just (* 24. září 1973 Ústí nad Orlicí) je český historik.

## Život
Pochází z východních Čech, po maturitě na gymnáziu v České Třebové v roce 1992 pracoval jako referent programového oddělení na Klubcentru v Ústí nad Orlicí. V letech 1997–2004 vystudoval evangelickou teologii na Evangelické teologické fakultě Univerzity Karlovy v Praze (s dvousemestrálním pobytem na univerzitě v Heidelbergu v letech 2002–2003). Na ETF UK Praha absolvoval v letech 2004–2007 také doktorské studium (disertační práce na téma Biblický humanismus Jana Blahoslava). Po dokončení studií nastoupil vědeckou dráhu, nejprve v letech 2007–2011 jako vědecký pracovník katedry církevních dějin a Centra biblických studií ETF UK (v rámci grantového projektu „Bratrská biskupská sídla jako komunikační centra nekatolické opozice mezi Majestátem a českým povstáním“), poté v letech 2010–2014 v oddělení pro studium a edici díla J. A. Komenského ve Filosofickém ústavu AV ČR. Od roku 2014 je zaměstnán jako vědecký pracovník oddělení dějin raného novověku v Historickém ústavu AV ČR. Je členem Česko-německé komise pro vydání Akt jednoty bratrské. V letech 2005–2006 pedagogicky působil na Evangelikálním teologickém semináři v Praze a v letech 2010–2012 na ETF UK.

## Dílo
Ve svém vědeckém díle se zabývá náboženskými dějinami zemí Koruny české v období raného novověku, zejména nekatolickými konfesními kulturami v období 16. a 17. století, českou a moravskou reformací v evropském kontextu a především dějinami historické jednoty bratrské, její literární produkcí a knižní kulturou. K těmto tématům publikoval řadu monografií a studií, důležitou součástí jeho práce jsou rovněž edice dobových pramenů. Od roku 2011 spolupracuje na mezinárodním projektu, jehož cílem je vydání regestové edice nejvýznamnější sbírky pramenů k dějinám jednoty bratrské, jimiž jsou tzv. Acta Unitatis Fratrum (česky Akta jednoty bratrské). Podílí se též na vydávání písemností Archivu Matouše Konečného, který byl nalezen v roce 2006 v Mladé Boleslavi v prostorách někdejšího biskupského sídla jednoty bratrské. Některé jeho publikace vznikly v rámci interdisciplinární spolupráce (např. s lingvistou a filologem Robertem Dittmannem v rámci bádání o Bibli kralické). V rámci studia knižní kultury jednoty bratrské podniká intenzivní výzkum ve středoevropských knihovnách, jehož výsledky publikuje v odborných studiích. Podílí se též na tvorbě hesel pro Akademickou encyklopedii českých dějin. Výsledky své badatelské činnosti prezentuje i formou popularizace, např. spoluprací na výstavách (2010 Umění české reformace v Císařské konírně Pražského hradu; 2013 Bible kralická 1613–2013 v Národní knihovně České republiky; v roce 2019 byl kurátorem výstavy In monte Oliveti v Regionálním muzeu v Litomyšli), s médii (2020: ČT 24: Bílá hora 1620–2020: Čest poraženým; 2017, ČT 2: Martin Luther: Pouhou vírou; 2017, ČT 24: Historie.cs: Martin Luther; 2009, ČRo Vltava: Na počátku bylo Slovo: Bible kralická) a prostřednictvím příležitostných přednášek pro veřejnost.

### Monografie a edice
- [s J. Bahlckem, J. Halamou, M. Holým, M. Rothkegelem a L. Udolphem:] Acta Unitatis Fratrum. Dokumente zur Geschichte der Böhmischen Brüder im 15. und 16. Jahrhundert. Bd. 2. Regesten der in den Handschriftenbänden Acta Unitatis Fratrum V–VI überlieferten Texte. Wiesbaden: Harrassowitz, 2023.
- [s J. Bahlckem a M. Rothkegelem:] Konfessionelle Geschichtsschreibung im Umfeld der Böhmischen Brüder (1500–1800). Traditionen – Akteure – Praktiken. Wiesbaden: Harrassowitz, 2022.
- [s E. Baťovou:] In monte Oliveti. Litomyšl a knižní kultura jednoty bratrské v 16. století. Praha: Historický ústav, 2022.
- [s M. Růčkovou, M. Holým a O. Podavkou:] Bratrská šlechta v Čechách a na Moravě a formování konfesní identity v raném novověku. Dolní Břežany: Scriptorium – Praha: Historický ústav, 2020.
- Biblický humanismus Jana Blahoslava. Překlad Nového zákona z roku 1564/1568 a jeho kontext. Praha 2019.
- [s J. Bahlckem, J. Halamou, M. Holým, M. Rothkegelem a L. Udolphem:] Acta Unitatis Fratrum. Dokumente zur Geschichte der Böhmischen Brüder im 15. und 16. Jahrhundert. Bd. 1. Regesten der in den Handschriftenbänden Acta Unitatis Fratrum I–IV überlieferten Texte. Wiesbaden: Harrassowitz, 2018 (česká verze: Acta Unitatis Fratrum. Prameny k dějinám jednoty bratrské v 15. a 16. století. Sv. 1. Regesty textů dochovaných v rukopisných svazcích Acta Unitatis Fratrum I–IV. Praha: Historický ústav, 2021).
- [s J. Hrdličkou a P. Zemkem:] Evangelické církevní řády pro šlechtická panství v Čechách a na Moravě 1520–1620. České Budějovice: Jihočeská univerzita, 2017.
- [s R. Dittmannem:] Biblical Humanism in Bohemia and Moravia in the 16th Century. Turnhout: Brepols, 2016.
- [s T. Havelkou a V. Petráčkovou: Historie Lasitského. In: Johannis Amos Comenii Opera omnia/Dílo Jana Amose Komenského. Sv. 9/II. Vyd. M. Steiner aj. Praha: Academia, 2013, s. 153–340.
- [s M. Rothkegelem:] Confessio Bohemica. 1575/1609. In: Reformierte Bekenntnisschriften. Bd. 3.1. 1570–1599. Vyd. A. Mühling a P. Opitz. Neukirchen-Vluyn: Neukirchener Verlagsgesellschaft, 2012, s. 47–176.
- [s M. Klosovou a M. Steinerem:] „Hned jsem k Vám dnes naschvalí poslíka svého vypravil.“ – Kněžská korespondence Jednoty bratrské z českých diecézí z let 1610–1618. Dolní Břežany–Praha: Scriptorium, 2011.
- [s Z. R. Nešporem, O. Matějkou aj.:] Luteráni v českých zemích v proměnách staletí. Praha: Lutherova společnost, 2009.
- 9.7.1609. Rudolfův Majestát. Světla a stíny náboženské svobody. Praha: Havran, 2009.
- Bratrské agendy k Večeři Páně. In: Acta Reformationem Bohemicam Illustrantia. Sv. 6. Coena Dominica Bohemica. Vyd. O. Halama. Praha: ETF UK, 2006, s. 39–131.

### Studie (výběr)
- Die Bewahrung des Ursprungs. Apologetische Identitätsnarrative, Institutionen der Erinnerung und Historiographie in den Alten Brüderunität. In: Konfessionelle Geschichtsschreibung im Umfeld der Böhmischen Brüder (1500–1800). Traditionen – Akteure – Praktiken. Vyd. J. Bahlcke, J. Just a M. Rothkegel. Wiesbaden: Harrassowitz, 2022, s. 95–150.
- Vydavatelské strategie jednoty bratrské na začátku 17. století. In: Knihy a dějiny 29, 2022, s. 115-136.
- Nový zákon z roku 1601 z pohledu historie a knihovědy. In: R. Dittmann aj.: Kralický Nový zákon z roku 1601. Vrchol biblické práce v jednotě bratrské. Praha: Česká biblická společnost, 2022, s. 159–200.
- Poznamenání některých věcí aneb skutků Václava Holého jako reflexe konfesního násilí na východočeském panství Pernštejnů po polovině 16. století. In: Folia Historica Bohemica 36, 2021, s. 287–310.
- Jan Labounský z Labouně a knižní kultura nižší šlechty. In: Folia Historica Bohemica 35, 2020, s. 73–105.
- [s R. Dittmannem:] Zachariáš Ariston a jeho synodní kázání z roku 1600. In: Clavibus Unitis 8, 2019, č. 2, s. 3–61.
- Bratrská šlechta v Čechách a na Moravě v 16. a 17. století a nové možnosti jejího výzkumu. In: Folia Historica Bohemica 33, 2018, č. 1, s. 5–28.
- Summovník Jana Augusty a jeho dochování. Příspěvek k tématu bratrské knižní kultury a k možnostem jejího dalšího výzkumu. In: Studie a texty Evangelické teologické fakulty 28, 2017, č. 1, s. 41–56.
- Die Schrift Weshalb die Menschen nicht durch Gewalt zum Glauben gezwungen werden sollen des Prokop aus Neuhaus. Ein Plädoyer der Böhmischen Brüder für die Glaubensfreiheit von 1474/1508. In: Religious Violence, Confessional Conflicts and Models for Violence Prevention in Central Europe (15th‒18th Centuries). Vyd. J. Bahlcke, K. Bobková-Valentová a J. Mikulec. Praha-Stuttgart: Historický ústav ‒ Universität Stuttgart, 2017, s. 325‒334.
- [s M. Šárovcovou:] Bohemian Book Painting in the Early Modern Period in a New Context. An Illuminated Printed Book from the Property of the Bohemian Brethren Priest Vavřinec Orlík. In: Umění/Art 64, 2016, s. 462‒479.
- Církevní řád konzistoře podobojí z roku 1575 v kontextu dobové konfesní situace předbělohorských Čech. In: Folia Historica Bohemica 31, 2016, č. 1, s. 5‒23.
- Matouš Konečný a jeho podíl na výchově a vzdělávání bratrských duchovních na počátku 17. století. In: Theatrum Historiae 18, 2016, s. 75‒88.
- Internace Jana Augusty na Křivoklátu jako příklad konfesního násilí a problém její interpretace. In: Folia Historica Bohemica 30, 2015, č. 1, s. 33‒46.
- Jan Vetter. Příspěvek k tématu zahraničních učeneckých kontaktů jednoty bratrské na počátku 17. století.  In: Studia Comeniana et Historica 44, 2014, č. 91‒92, s. 156‒204.
- Biblí svatá 1613. Poslední realizované předbělohorské vydání Bible kralické ve světle nových zpráv. In: Amica ‒ Sponsa ‒ Mater. Bible v čase reformace. Vyd. O. Halama. Praha: Kalich, 2014, s. 282‒304.
- Neue Nachrichten über Johann Amos Comenius im Archiv von Matouš Konečný. In: Acta Comeniana 25 [49], 2011, s. 125–172.
- Knižní kultura české reformace. In: Umění české reformace (1380–1620). Vyd. K. Horníčková a M. Šroněk. Praha: Academia, 2010, s. 335–354 (angl. Printed Books in the Bohemian Reformation. In: From Hus to Luther. Visual Culture in the Bohemian Reformation (1380‒1620). Ed. by K. Horníčková and M. Šroněk. Turnhout: Brepols, 2016, s. 219‒230).
- Nález archivu Matouše Konečného a jeho význam pro studium dějin Jednoty bratrské v období před Bílou horou. In: Studie a texty Evangelické teologické fakulty 15, 2009, s. 183–192.